# 龍運巴士E37線
龍運巴士E37線是香港一條來往天水圍市中心及機場（地面運輸中心）的巴士路線，途經天晴邨、天澤邨、天富苑、天瑞邨、天耀邨，取道元朗公路、屯門赤鱲角隧道及順朗路往返東涌市中心和機場後勤區。此路線前身為途經大欖隧道及青嶼幹線的E34A線，因配合屯門赤鱲角隧道第二階段巴士路線重組而改經該路並更改線號。
龍運巴士E37C線是香港一條來往天水圍市中心及飛機維修區的巴士路線，只於每日清晨設去程及下午繁忙時間設回程服務，途經天晴邨、天澤邨、天富苑、天瑞邨、天耀邨、紅橋、屯門市中心、安定邨／友愛邨，取道屯門赤鱲角隧道往返機場航膳區、機場貨運區及商用航空區，與E42C線並為首批服務商用航空區的龍運巴士路線。

## 歷史
有關此路線前身E34A線的發展沿革，詳見條目龍運巴士E34A線。
- 2021年6月20日：配合屯門赤鱲角隧道通車第二階段巴士路線重組，E34A線更改線號為E37，並實施以下改動：[1][2][3]
  - 來回程於元朗公路與北大嶼山公路之間改經屯門公路、皇珠路、龍富路及屯門至赤鱲角連接路，不經大欖隧道、汀九橋及青嶼幹線；原有大欖隧道及青馬收費廣場分站將予以取消，並增設屯門赤鱲角隧道轉車站分站；
  - 往機場方向，在離開暢連路（二號閘）後，改為直接駛入機場（地面運輸中心）巴士總站，不再經一號客運大樓（機場離境大堂）一帶。
- 2021年12月20日：E37C線開辦。[4]
- 2022年2月14日： E37C線新增06:00往機場維修區班次，以及17:07和18:07往天水圍市中心班次。[5]
- 2022年5月14日：E37及E37C線往天水圍方向增設天葵路「慧景軒」站。[6]
- 2022年7月11日：E37線修訂特別班次服務安排[7]
  - 天頌苑頌棋閣開出特別班次於星期一至五服務時間為05:10、06:22及07:34，星期六、日及公眾假期服務時間為05:10。
  - 取消由天瑞邨開往機場（地面運輸中心），以及由東涌纜車站開往天水圍市中心之特別班次。
- 2024年2月3日：E37C線試辦星期六、日及公眾假期班次，由天水圍市中心開出時間與星期一至五班次相同，由飛機維修區開出時間為18:07及20:07。[8]
- 2024年2月19日：E37線取消星期一至五07:34由天頌苑頌棋閣開出之班次。
- 2024年9月23日：E37線修訂特別班次服務安排：取消星期一至五06:22由天頌苑頌棋閣開出之特別班次；不經天水圍北之特別班次的尾班車時間提早至07:52。
- 2025年6月2日：E37C線新增星期一至五06:40由紅橋開出之特別班次。[9]

## 服務時間及班次
E37常規班次
| 天水圍市中心開   | 天水圍市中心開 | 天水圍市中心開 | 機場（地面運輸中心）開 | 機場（地面運輸中心）開 | 機場（地面運輸中心）開 |
| 日期             | 服務時間       | 班次（分鐘）   | 日期                   | 服務時間               | 班次（分鐘）           |
| ---------------- | -------------- | -------------- | ---------------------- | ---------------------- | ---------------------- |
| 星期一至五       | 05:10-11:30    | 20             | 星期一至五             | 05:30-06:30            | 30                     |
| 星期一至五       | 11:30-12:15    | 15             | 星期一至五             | 06:30-08:10            | 20                     |
| 星期一至五       | 12:15-13:55    | 20             | 星期一至五             | 08:10-09:00            | 25                     |
| 星期一至五       | 13:55-17:40    | 25             | 星期一至五             | 09:00-15:00            | 30                     |
| 星期一至五       | 17:40-23:40    | 30             | 星期一至五             | 15:00-15:50            | 25                     |
|                  |                |                | 星期一至五             | 15:50-17:35            | 15                     |
| 17:35-18:35      | 12             |                | 星期一至五             |                        |                        |
| 18:35-19:05      | 15             |                | 星期一至五             |                        |                        |
| 19:05-22:45      | 20             |                | 星期一至五             |                        |                        |
| 22:45-00:00      | 15             |                | 星期一至五             |                        |                        |
| 星期六           | 05:10-11:30    | 20             | 星期六                 | 05:30-06:30            | 30                     |
| 星期六           | 11:30-12:15    | 15             | 星期六                 | 06:30-08:50            | 20                     |
| 星期六           | 12:15-13:55    | 20             | 星期六                 | 08:50-10:30            | 25                     |
| 星期六           | 13:55-16:50    | 25             | 星期六                 | 10:30-15:00            | 30                     |
| 星期六           | 16:50-17:50    | 20             | 星期六                 | 15:00-15:50            | 25                     |
| 星期六           | 17:50-21:10    | 25             | 星期六                 | 15:50-17:35            | 15                     |
| 星期六           | 21:10-23:40    | 30             | 星期六                 | 17:35-18:35            | 12                     |
|                  |                |                | 星期六                 | 18:35-19:20            | 15                     |
| 19:20-23:00      | 20             |                | 星期六                 |                        |                        |
| 23:00-00:00      | 15             |                | 星期六                 |                        |                        |
| 星期日及公眾假期 | 05:10-07:10    | 12             | 星期日及公眾假期       | 05:30-06:30            | 30                     |
| 星期日及公眾假期 | 07:10-08:10    | 15             | 星期日及公眾假期       | 06:30-09:10            | 20                     |
| 星期日及公眾假期 | 08:10-11:30    | 20             | 星期日及公眾假期       | 09:10-14:40            | 30                     |
| 星期日及公眾假期 | 11:30-12:15    | 15             | 星期日及公眾假期       | 14:40-15:40            | 20                     |
| 星期日及公眾假期 | 12:15-14:55    | 20             | 星期日及公眾假期       | 15:40-18:55            | 15                     |
| 星期日及公眾假期 | 14:55-17:00    | 25             | 星期日及公眾假期       | 18:55-22:15            | 20                     |
| 星期日及公眾假期 | 17:00-18:35    | 19             | 星期日及公眾假期       | 22:15-00:00            | 15                     |
| 星期日及公眾假期 | 18:35-19:35    | 30             |                        |                        |                        |
| 星期日及公眾假期 | 19:35-21:40    | 25             |                        |                        |                        |
| 星期日及公眾假期 | 21:40-23:40    | 30             |                        |                        |                        |

E37特別班次
- 天水圍市中心開（不經天水圍北）
  - 星期一至六：05:15-07:52（10-20分鐘一班）

星期日及公眾假期不設服務
- 天頌苑頌棋閣開
  - 每日：05:10

E37C
- 每日
  - 天水圍市中心開：06:00、06:20
  - 飛機維修區開：17:07、18:07、20:07

有藍字班次的班次星期六、日及公眾假期不設服務
E37C特別班次
- 星期一至五
  - 紅橋開：06:40

星期六、日及公眾假期不設服務

## 收費
E37(C)
| 路線 | 全程收費 | 分段收費 |
| ---- | -------- | --- |
| E37  | $14.4    | - 屯門赤鱲角隧道轉車站往機場（地面運輸中心）：$12.4 - 過北大嶼山公路後往機場（地面運輸中心）：$4.5 - 聚星樓往天水圍市中心：$4.8 |
| E37C | $14.8    | - 過北大嶼山公路後往飛機維修區：$4.5 - 豐景園往天水圍市中心：$5.5 - 天水圍站往天水圍市中心：$4.8                                |

| - 本線設有12歲以下小童及65歲或以上長者半價優惠。 - 65歲或以上香港居民使用「樂悠咭」，以及12歲以下合資格殘疾兒童使用「殘疾人士身份」個人八達通繳付車資，均可享有每程$2.0或半價（以較低者為準）的票價優惠；12至64歲合資格殘疾人士使用「殘疾人士身份」個人八達通（包括「樂悠咭」），以及60至64歲香港居民使用「樂悠咭」繳付車資，均可享有每程$2.0或全費（以較低者為準）的票價優惠。 - 65歲或以上長者如使用長者或一般個人八達通繳付車資，則只可享有半價優惠；12至64歲合資格殘疾人士如不使用「殘疾人士身份」個人八達通，以及60至64歲人士如不使用「樂悠咭」繳付車資，必須繳付全費。 - 乘客可以現金或八達通於上車時付款，不設找續。 - 每位成人乘客可免費攜帶最多兩名4歲以下而不佔座位的兒童乘客乘車，超額之4歲以下小童必須繳付小童車費乘車。 - 持有「九巴月票」之乘客在車票有效期內，每日可享最多10程任何九龍巴士及龍運巴士路線（包括本路線，以及聯營路線的九龍巴士／龍運巴士提供的班次；惟乘搭機場「A」及「NA」線則可享原價二七折優惠（不會計算每天10次合資格車程））；而B1線則每日可享最多各2程（不會計算每天10次合資格車程）。 - 九龍巴士、城巴、龍運巴士及陽光巴士全職員工及家屬（不包括外判職員）可免費乘搭本路線，惟必須拍職員或職員家屬八達通。 - 乘客亦可透過多元化電子支付系統（e度嘟）繳付車資，包括使用非接觸式VISA卡、JCB卡、萬事達卡、銀聯卡、美國運通、大來國際、Discover Card、Apple Pay、Google Pay、Samsung Pay、AlipayHK「易乘碼」、支付寶、WeChatHK／微信支付「搭車碼」、銀聯雲閃付「乘車碼」及BOC Pay「乘車碼」。乘客使用此付款方式，使用此支付方式的乘客可享有中途下車之分段收費，以及與其他九巴／龍運獨營路線或聯營線九巴／龍運班次之轉乘優惠，惟不適用於與非九巴／龍運路線之轉乘優惠，亦不能享有「公共交通費用補貼計劃」及「長者及合資格殘疾人士公共交通票價優惠計劃」。 |

### 八達通轉乘優惠
乘客登上本線後指定時間內以同一張八達通卡轉乘以下路線，或從以下路線登車後指定時間內以同一張八達通卡轉乘本線，次程可獲車資折扣優惠：
E37／E37C←→龍運A線，於屯門赤鱲角隧道轉車站轉乘
- A33、A33X、A34、A36或A37往機場 → E37往機場／E37C往飛機維修區，次程車資全免，轉乘時限為150分鐘
- E37／E37C往天水圍（只限於大嶼山登車者） → A33、A33X、A34、A36或A37往市區，回贈首程車資，轉乘時限為90分鐘

E37C←→指定龍運E線，於屯門赤鱲角隧道轉車站轉乘
- E33、E33P或E36往機場 → E37C往飛機維修區，回贈首程車資，轉乘時限為150分鐘
- E37C往天水圍（只限於大嶼山登車者） → E33、E33P或E36往市區，次程車資全免，轉乘時限為90分鐘

E37←→S64、嶼巴3M、11、23、37、38系，次程可獲$1折扣優惠
- E37往機場 → S64往逸東邨、嶼巴3M、11、23往南大嶼山、37任何方向或38/38P往逸東邨，轉乘時限為150分鐘
- S64往機場、嶼巴3M、11、23往東涌、37任何方向或38/38P往東涌站 → E37往天水圍，轉乘時限為90分鐘

E37←→城巴S52，次程可獲$0.5折扣優惠
- E37往機場 → S52往飛機維修區，轉乘時限為150分鐘
- S52往逸東邨 → E37往天水圍，轉乘時限為90分鐘

## 用車
現時，E37及E37C線合共獲派15輛雙層空調巴士行走。

## 行車路線
E37
天水圍市中心開經：天恩路、天榮路、天城路、天龍路、天葵路、濕地公園路、天瑞路、天華路（東行）、天富巴士總站、天華路（西行）、天瑞路、天湖路、天耀路、天福路、朗天路、唐人新村交匯處、元朗公路、屯門公路、皇珠路、龍富路、屯門赤鱲角隧道公路、順朗路、北大嶼山公路、東涌東交匯處、裕東路、順東路、赤鱲角南路、駿運路、駿運路交匯處、航膳西路、駿運路交匯處、觀景路、東岸路、機場路及暢連路。
註：不經天水圍北特別班次不經斜體字之路段
機場（地面運輸中心）開經：暢連路、機場南交匯處、機場路、東岸路、觀景路、駿明路、觀景路、駿運路交匯處、航膳西路、駿運路交匯處、駿運路、駿坪路、赤鱲角南路、順東路、達東路、順東路、裕東路、東涌東交匯處、北大嶼山公路、順朗路、屯門赤鱲角隧道公路、（&龍富路、皇珠路）、屯門公路、元朗公路、朗天路、天福路、天耀路、天湖路、天瑞路、天華路（東行）、天富巴士總站、天華路（西行）、天瑞路、濕地公園路、天葵路、天龍路、天城路、天恩路及嘉恩街。
&司機可根據路面情況改行龍門路、青雲路、鳴琴路及青田路後返回屯門公路原線。
E37C
天水圍市中心開經：天恩路、天榮路、天城路、天龍路、天葵路、濕地公園路、天瑞路、天湖路、天耀路、屏廈路、洪天路、元朗公路、屯門公路、杯渡路、屯門鄉事會路、海珠路、海皇路、皇珠路、龍富路、屯門赤鱲角隧道公路、順朗路、北大嶼山公路、機場路、駿運路交匯處、航膳西路、駿運路交匯處、駿運路、駿坪路及南環路。
註：星期一至五由紅橋開出特別班次不經有粗體字的路段。
飛機維修區開經：南環路、駿坪路、駿運路、駿運路交匯處、航膳西路、駿運路交匯處、機場路、北大嶼山公路、順朗路、屯門赤鱲角隧道公路、龍富路、皇珠路、海皇路、海珠路、屯門鄉事會路、屯興路、屯喜路、屯門公路、元朗公路、洪天路、屏廈路、天耀路、天湖路、天瑞路、濕地公園路、天葵路、天龍路、天城路、天祥路、掉頭、天祥路、天恩路及嘉恩街。

### 沿線車站

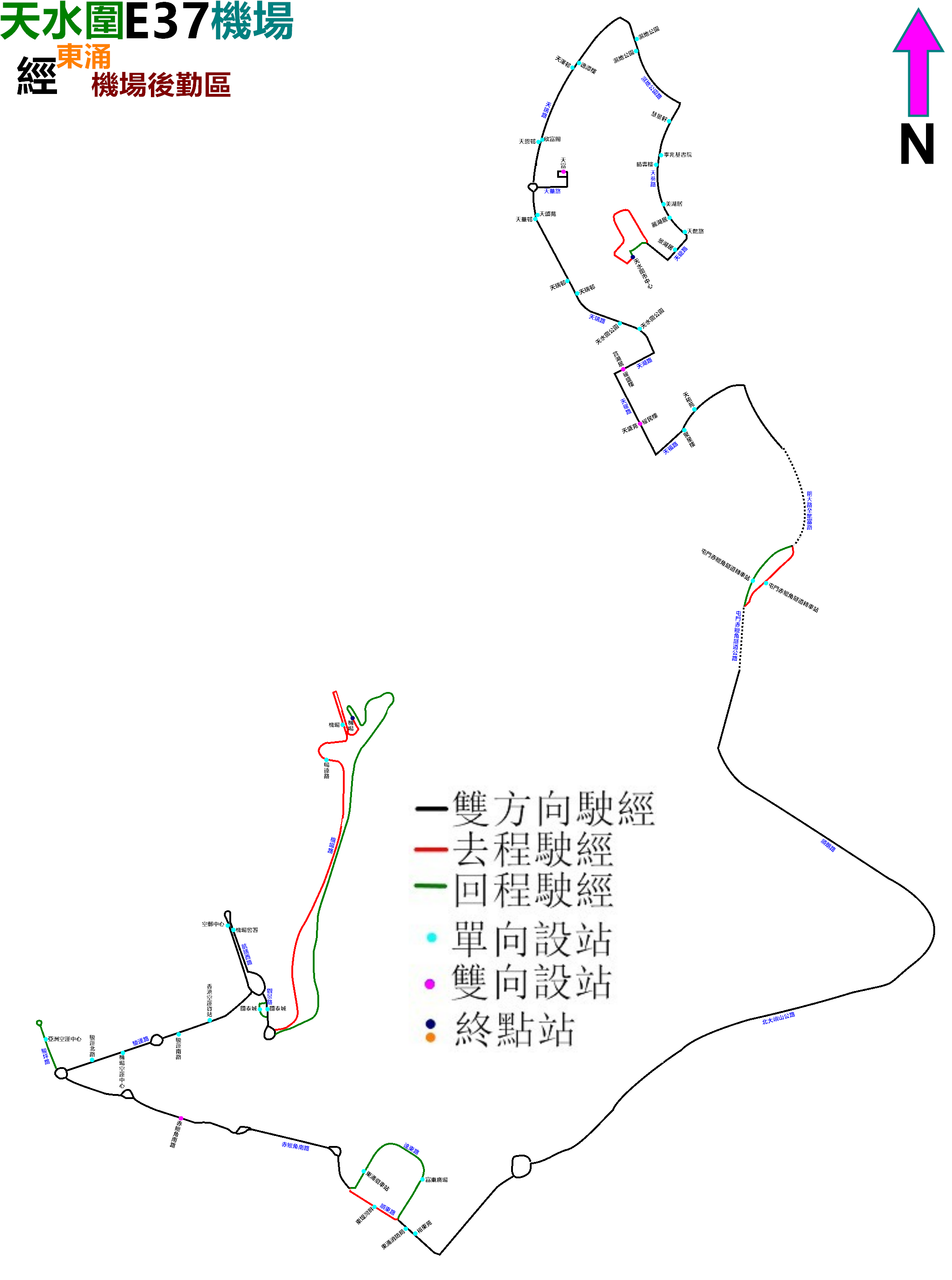
E37線的走線圖

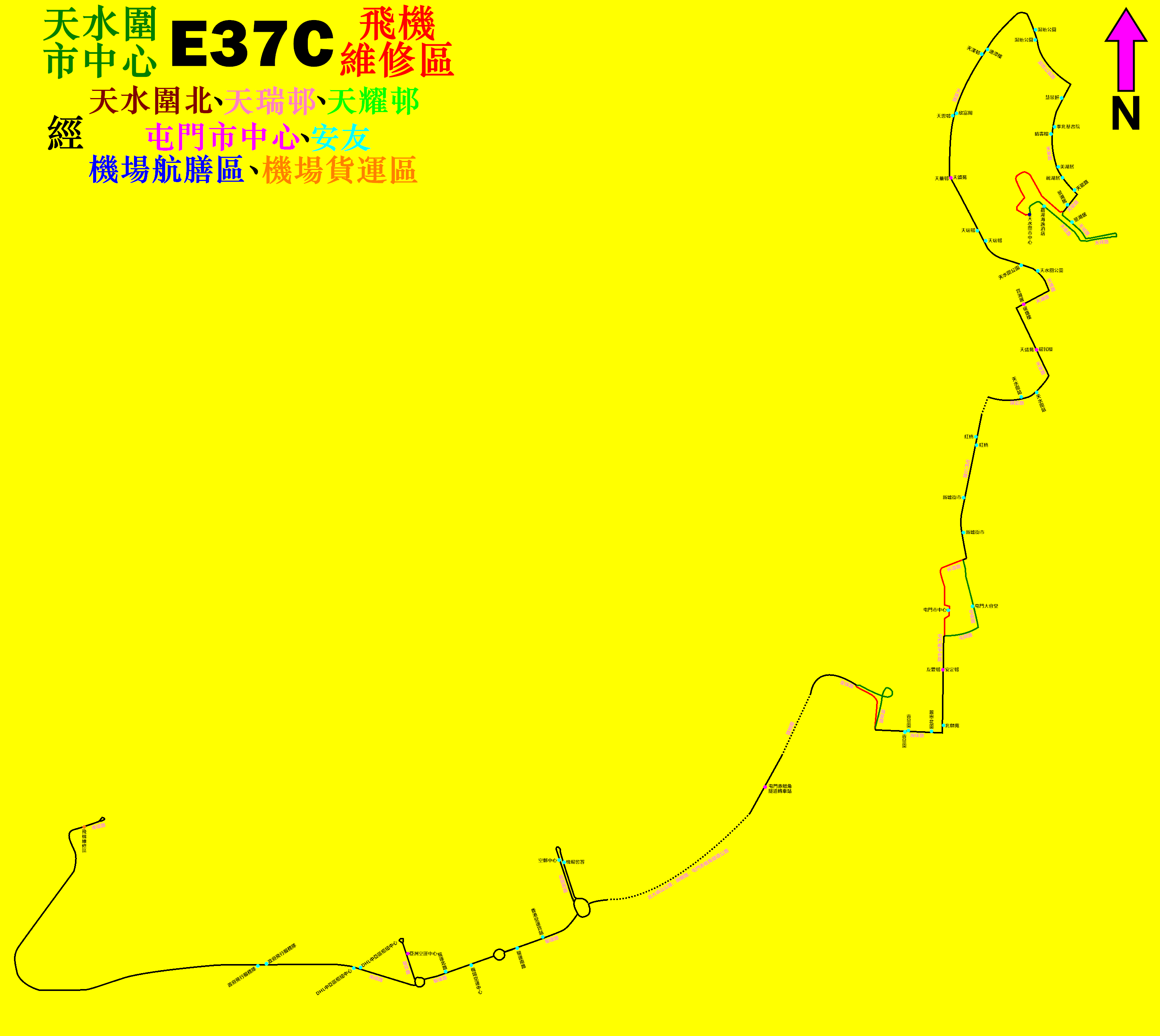
E37C線的走線圖

E37
| 天水圍市中心開 | 天水圍市中心開               | 天水圍市中心開               | 機場（地面運輸中心）開 | 機場（地面運輸中心）開       | 機場（地面運輸中心）開       |
| 序號           | 車站名稱                     | 位置                         | 序號                   | 車站名稱                     | 位置                         |
| -------------- | ---------------------------- | ---------------------------- | ---------------------- | ---------------------------- | ---------------------------- |
| 1              | 天水圍市中心巴士總站         | 天水圍市中心公共運輸交匯處   | 1                      | 機場（地面運輸中心）巴士總站 | 機場（地面運輸中心）巴士總站 |
| 2              | 景湖居                       | 天龍路                       | 2                      | 國泰城                       | 駿明路                       |
| 3              | 麗湖居                       | 天葵路                       | 3                      | 機場警署                     | 航膳西路                     |
| 4*             | 天晴邨晴雲樓                 | 天葵路                       | 4                      | 駿運南路                     | 駿運路                       |
| 5*             | 慧景軒                       | 天葵路                       | 5                      | 機場空運中心                 | 駿運路                       |
| 6*             | 香港濕地公園                 | 濕地公園路                   | 6                      | 亞洲空運中心                 | 駿坪路                       |
| 7*             | 天逸邨逸潭樓                 | 天瑞路                       | 7                      | 赤鱲角南路                   | 赤鱲角南路                   |
| 8*             | 天富苑欣富閣                 | 天瑞路                       | 8                      | 東涌纜車站                   | 達東路                       |
| 9*             | 天富苑                       | 天富巴士總站                 | 9                      | 富東廣場                     | 達東路                       |
| ^              | 天頌苑頌棋閣                 | 天華路                       | 10                     | 裕東苑                       | 順東路                       |
| 10             | 天頌苑                       | 天瑞路                       | 11                     | 屯門赤鱲角隧道轉車站（T4）   | 屯門赤鱲角隧道               |
| 11             | 天瑞邨                       | 天瑞路                       | 12                     | 聚星樓                       | 天福路                       |
| 12             | 天水圍公園                   | 天瑞路                       | 13                     | 天盛苑                       | 天耀路                       |
| 13             | 天耀邨耀盛樓                 | 天湖路                       | 14                     | 賞湖居                       | 天湖路                       |
| 14             | 天耀邨耀民樓                 | 天耀路                       | 15                     | 天水圍公園                   | 天瑞路                       |
| 15             | 天祐苑                       | 天福路                       | 16                     | 天瑞邨                       | 天瑞路                       |
| 16             | 屯門赤鱲角隧道轉車站（A3）   | 屯門赤鱲角隧道               | 17                     | 天華邨                       | 天瑞路                       |
| 17             | 東涌消防局                   | 順東路                       | 18                     | 天富苑                       | 天富巴士總站                 |
| 18             | 東堤灣畔                     | 順東路                       | 19                     | 天恩邨                       | 天瑞路                       |
| 19             | 赤鱲角南路                   | 赤鱲角南路                   | 20                     | 天澤邨                       | 天瑞路                       |
| 20             | 駿運北路                     | 駿運路                       | 21                     | 香港濕地公園                 | 濕地公園路                   |
| 21             | 香港空運貨站                 | 駿運路                       | 22                     | 慧景軒                       | 天葵路                       |
| 22             | 空郵中心                     | 航膳西路                     | 23                     | 香港青年協會李兆基書院       | 天葵路                       |
| 23             | 國泰城                       | 觀景路                       | 24                     | 美湖居                       | 天葵路                       |
| 24             | 暢連路                       | 暢連路                       | 25                     | 天龍路                       | 天葵路                       |
| 25             | 機場（地面運輸中心）巴士總站 | 機場（地面運輸中心）巴士總站 | 26                     | 天水圍市中心巴士總站         | 天水圍市中心公共運輸交匯處   |

註：每日不經天水圍北特別班次將改停有 ^ 號之車站，而不停有 * 號之車站
E37C
| 天水圍市中心開 | 天水圍市中心開             | 天水圍市中心開             | 飛機維修區開 | 飛機維修區開               | 飛機維修區開   |
| 序號           | 車站名稱                   | 位置                       | 序號         | 車站名稱                   | 位置           |
| -------------- | -------------------------- | -------------------------- | ------------ | -------------------------- | -------------- |
| 1#             | 天水圍市中心巴士總站       | 天水圍市中心公共運輸交匯處 | 1            | 飛機維修區                 | 南環路         |
| 2#             | 景湖居                     | 天龍路                     | 2            | 政府飛行服務隊             | 南環路         |
| 3#             | 麗湖居                     | 天葵路                     | 3            | DHL中亞區樞紐中心          | 南環路         |
| 4#             | 天晴邨晴雲樓               | 天葵路                     | 4            | 亞洲空運中心               | 駿坪路         |
| 5#             | 慧景軒                     | 天葵路                     | 5            | 駿運北路                   | 駿運路         |
| 6#             | 香港濕地公園               | 濕地公園路                 | 6            | 香港空運貨站               | 駿運路         |
| 7#             | 天逸邨逸潭樓               | 天瑞路                     | 7            | 機場警署                   | 航膳西路       |
| 8#             | 天富苑欣富閣               | 天瑞路                     | 8            | 屯門赤鱲角隧道轉車站（T4） | 屯門赤鱲角隧道 |
| 9#             | 天頌苑                     | 天瑞路                     | 9            | 豐景園                     | 海珠路         |
| 10#            | 天瑞邨                     | 天瑞路                     | 10           | 翠寧花園                   | 海珠路         |
| 11#            | 天水圍公園                 | 天瑞路                     | 11           | 友愛邨                     | 屯門鄉事會路   |
| 12#            | 天耀邨耀盛樓               | 天湖路                     | 12           | 屯門大會堂                 | 屯喜路         |
| 13#            | 天耀邨耀民樓               | 天耀路                     | 13           | 新墟街市                   | 屯門公路       |
| 14#            | 天水圍站                   | 屏廈路                     | 14           | 紅橋                       | 屯門公路       |
| 15             | 紅橋                       | 屯門公路                   | 15           | 天水圍站                   | 屏廈路         |
| 16             | 新墟街市                   | 屯門公路                   | 16           | 天盛苑                     | 天耀路         |
| 17             | 屯門市中心                 | 屯門市中心公共運輸交匯處   | 17           | 賞湖居                     | 天湖路         |
| 18             | 安定邨                     | 屯門鄉事會路               | 18           | 天水圍公園                 | 天瑞路         |
| 19             | 兆麟苑                     | 屯門鄉事會路               | 19           | 天瑞邨                     | 天瑞路         |
| 20             | 豐景園                     | 海珠路                     | 20           | 天華邨                     | 天瑞路         |
| 21             | 屯門赤鱲角隧道轉車站（A4） | 屯門赤鱲角隧道             | 21           | 天恩邨                     | 天瑞路         |
| 22             | 空郵中心                   | 航膳西路                   | 22           | 天澤邨                     | 天瑞路         |
| 23             | 駿運南路                   | 駿運路                     | 23           | 香港濕地公園               | 濕地公園路     |
| 24             | 機場空運中心               | 駿運路                     | 24           | 慧景軒                     | 天葵路         |
| 25             | 亞洲空運中心               | 駿坪路                     | 25           | 香港青年協會李兆基書院     | 天葵路         |
| 26             | DHL中亞區樞紐中心          | 南環路                     | 26           | 美湖居                     | 天葵路         |
| 27             | 政府飛行服務隊             | 南環路                     | 27           | 天龍路                     | 天葵路         |
| 28             | 飛機維修區                 | 南環路                     | 28           | 景湖居                     | 天城路         |
|                |                            |                            | 29           | 嘉湖海逸酒店               | 天恩路         |
| 30             | 天水圍市中心巴士總站       | 天水圍市中心公共運輸交匯處 |              |                            |                |

註：星期一至五由紅橋開出特別班次不經有#的車站。

## 爭議
E34A線更名為E37線並改經屯門赤鱲角隧道後，縱使此舉動令行車距離縮短，但元朗公路及屯門公路在繁忙時間塞車頻繁，令整體行車時間增加，引起元朗區議會要求此線繁忙時間甚至全部班次回復行經大欖隧道。
不過當運輸署對E36線已落實開辦E34B線的復活版本E36S線時，E37線仍未開始研究相應的特別線版本。而事實上在非繁忙時間，E37線是可以比起過往E34A線快10分鐘。

## 外部連結
- 龍運巴士E37線官方網站路線資料 （页面存档备份，存于）
- 香港巴士大典上的相关条目：龍運巴士E37線
- 香港巴士大典上的相关条目：龍運巴士E37C線